# 畹町路
31°6′31.90″N 121°23′47.69″E / 31.1088611°N 121.3965806°E
畹町路是中國上海市闵行区的一条道路，北起莘朱路，南接澜沧路，长度1.18公里。

## 交汇道路（北向南）
- 莘朱路
- 高兴路
- 洱海路
- 春申路
- 澜沧路

## 沿线公交
- 759
- 闵行27路